# 天主教索布拉尔教区
天主教索布拉爾教區（拉丁語：Dioecesis Sobralensis）是羅馬天主教在巴西的一個教區，屬福塔萊薩總教區。
教區成立於1915年11月10日，包括塞阿拉州西北部廿七市，2010年有教友777,000人，佔轄區總人口84.7%。教區下轄卅七個堂區，有六十一名司鐸。現任教區主教為奧德利爾·若瑟·馬格里。